# Xian de Luhe
Pour les articles homonymes, voir Luhe.
Le xian de Luhe (陆河县 ; pinyin : Lùhé Xiàn) est un district administratif de la province chinoise du Guangdong. Il est placé sous la juridiction de la ville-préfecture de Shanwei.

## Démographie
La population du district était de 263 212 habitants en 1999.